# خوان خوسيه كويفاس غارسيا
خوان خوسيه كويفاس غارسيا هو سياسي مكسيكي، ولد في 2 أبريل 1965 في ولاية ناياريت في المكسيك. نشط حزبياً في حزب العمل الوطني. وقد انتخب عضو مجلس النواب المكسيك ‏.